# Dál Fiatach
I Dál Fiatach furono un gruppo di tribù che vissero nella regione nord-orientale dell'Ulster durante l'inizio dell'era Cristiana in Irlanda. Si suppone che possano essere identificati con i Darini di cui parla Tolomeo nella sua Geografia.
Il regno degli Ulaid nel periodo dei Dál Fiatach si ridusse notevolmente, dal tempo in cui esso, estendendosi a nord ed a ovest, ricopriva quasi interamente il territorio dell'Ulster.
Intorno all'anno 400 il regno comprendeva il territorio dell'attuale contea di Louth, di Down e di Antrim e diversi territori di Armagh e Tyrone.
Il territorio dell'attuale contea di Down fu la culla del regno dei Dál Fiatach ed il loro centro politico e religioso era l'odierna città di Downpatrick. Dal IX secolo la città di Bangor, un tempo sotto il controllo dei loro vicini Dál nAraidi, divenne un importante centro religioso del regno.
Tra i più importanti sovrani Dál Fiatach sono da annoverare:
- Báetán mac Cairill
- Áed Róin
- Fiachnae, figlio di Áed Róin

Un ramo minore dei Dál Fiatach governò la  regione del Leth Cathail (metà di Cathal) nei dintorni di Downpatrick ed il prestigioso centro monastico della città rimase per lungo tempo sotto il controllo dei sovrani Dál Fiatach.